# Harry Tielemans
Harry Tielemans (Den Helder, 28 november 1929 – De Koog, 22 juni 2001) was een Nederlandse kunstenaar en cartoonist. Hij verwierf internationale bekendheid met zijn spotprenten en genoot in Nederland vooral faam vanwege zijn schilderijen van Texelse landschappen.

## Biografie
Tielemans volgde een opleiding in de kunsten aan de kunstnijverheidsschool in Amsterdam, maar moest zijn studie tijdelijk onderbreken vanwege zijn dienstplicht. Na een half jaar kon hij de dienst verlaten en zijn opleiding hervatten. Vijf jaar later keerde hij terug naar Den Helder, waar hij zich toelegde op schilderen en beeldhouwen. Ook begon hij met lesgeven aan de lokale ulo. Later gaf hij ook tekenles op onder andere een avondschool in Hippolytushoef, landbouwhuishoudscholen in Schagen en Alkmaar en een particuliere school in Bloemendaal. Vanaf 1952 gaf Tielemans tekenles aan de ulo in Den Burg, Texel en later op de Rijks Scholen Gemeenschap Texel. In 1957 vestigde hij zich in De Koog op het eiland, waar hij trouwde met zijn echtgenote Reina. De Koog bleef zijn permanente woonplaats tot aan zijn overlijden.

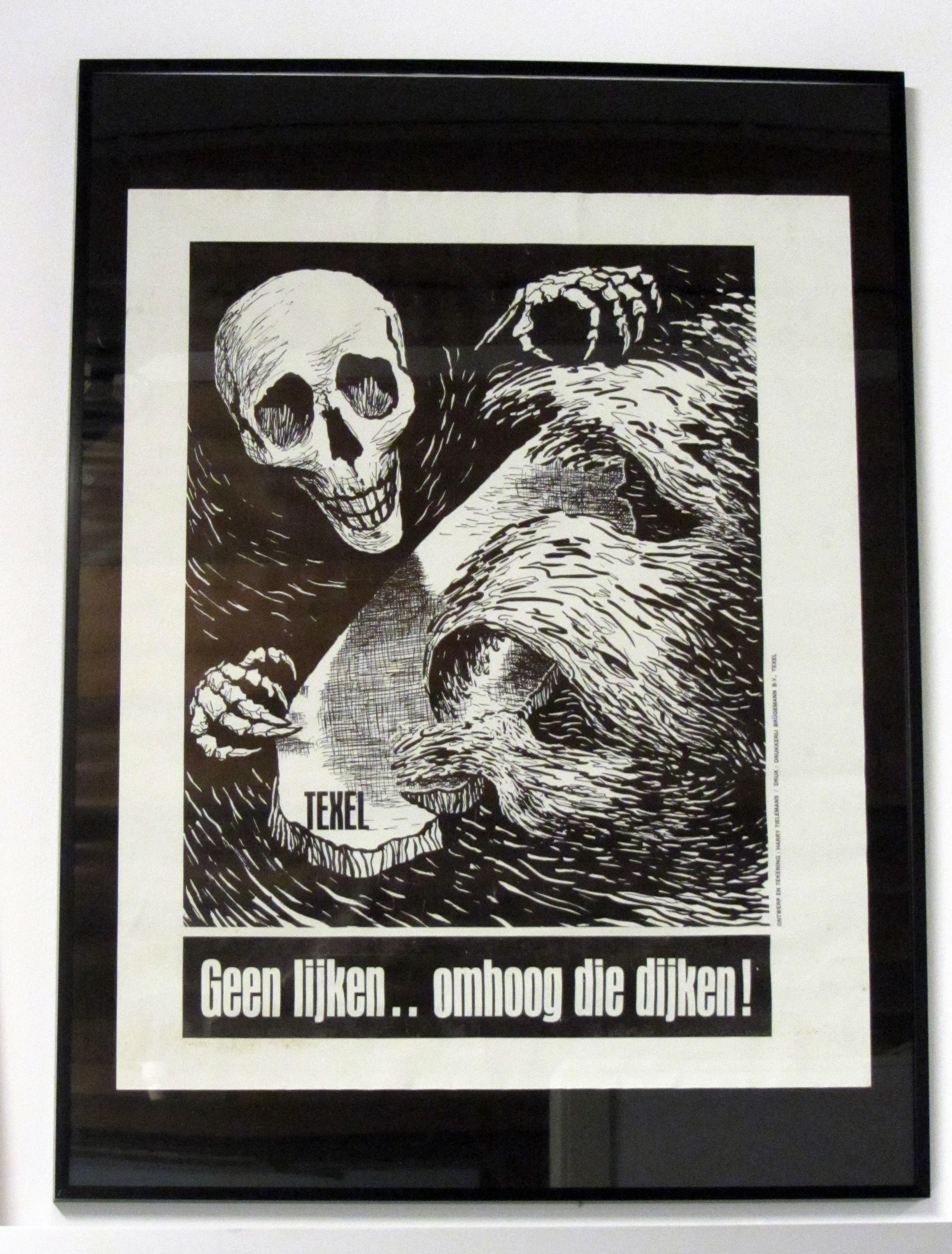
Een affiche met een illustratie van Harry Tielemans.

Naast het lesgeven tekende Tielemans ook spotprenten. De basis hiervoor legde hij op de kunstacademie, waar hem werd aangeraden zich te specialiseren in cartoons. Zijn eerste prent ging over de geldzuivering van minister Lieftinck vlak na de oorlog, deze en volgende prenten werden eerst in de Helderse Courant geplaatst. Daarnaast creëerde hij prenten voor de serie Héé, kan het niet wat zachter, die hij speciaal voor een slijterij samenstelde. Tielemans werkte vaak aan spotprenten tijdens zijn lessen en betrok zijn leerlingen daarbij door hun mening te vragen. In september 1956 begon hij wekelijks zijn prenten te publiceren in verschillende Noord-Hollandse dagbladen, later volgden ook grotere kranten en tijdschriften. Hij werkte voor verschillende Nederlandse publicaties, waaronder Tussen de rails, Leeuwarder Courant, Revue, Het Parool, VARAgids en Rijdend Nederland. Ook leverde hij bijdragen aan buitenlandse bladen, waaronder het Duitse Hörzu en Welt am Sonntag, evenals het Deense Jyllands-Posten.
Toen de populariteit van spotprenten in de jaren zeventig af begon te nemen, verminderde ook het enthousiasme van Tielemans, die zich meer op schilderkunst begon te richten. In de beginfase maakte hij vooral sombere, expressionistische werken. Volgens zijn eigen verklaring werd deze stijl beïnvloed door een periode van tragische familieomstandigheden en een ingrijpende operatie. Na verloop van tijd werden zijn schilderijen vrolijker en kleurrijker. Volgens zijn vrouw kon men aan het kleurgebruik van elk schilderij afleiden hoe hij zich op dat specifieke moment voelde.
Tielemans schilderde vaak Texelse landschappen en de zee; zelden maakte hij portretten. Dit deed hij vaak op de achterbank van zijn auto, omdat hij naar eigen zeggen "een hekel aan lopen had". In zijn landschapsschilderkunst liet hij vaak modernere elementen zoals lichtmasten bewust achterwege. In december 1975 hield Tielemans zijn eerste zelfstandige tentoonstelling. In 1978 besloot hij te stoppen met lesgeven, omdat het vergaderen hem "de strot uitkwam", hij het oneens was met de Mammoetwet en om zich meer te kunnen richten op het schilderen. In 1987 maakte hij een schilderij voor een actie van UNICEF, dit schilderij werd uit een winkeletalage in Den Helder gestolen en later teruggevonden, wat publiciteit opleverde voor Tielemans. Tijdens een moeilijke periode in het begin van de jaren negentig raakte Tielemans geïnspireerd door de zeeschilder Anthonie Pieter Schotel, nadat hij het Zuiderzeemuseum had bezocht. Deze invloed is duidelijk zichtbaar in zijn werk uit die tijd. Hij schilderde dagelijks gedurende deze periode.

Ook deed hij aan andere beeldende kunsten, zoals het maken van houtsculpturen en modelboten. Zijn interesse in beeldhouwkunst begon al op jonge leeftijd. Op latere leeftijd maakte hij onder andere De Brekende Golf, een sculptuur dat zich bevindt in de haven van Oudeschild. Daarnaast maakte hij ook De Schicht als eerbetoon aan de dijkverzwaring bij Texel.

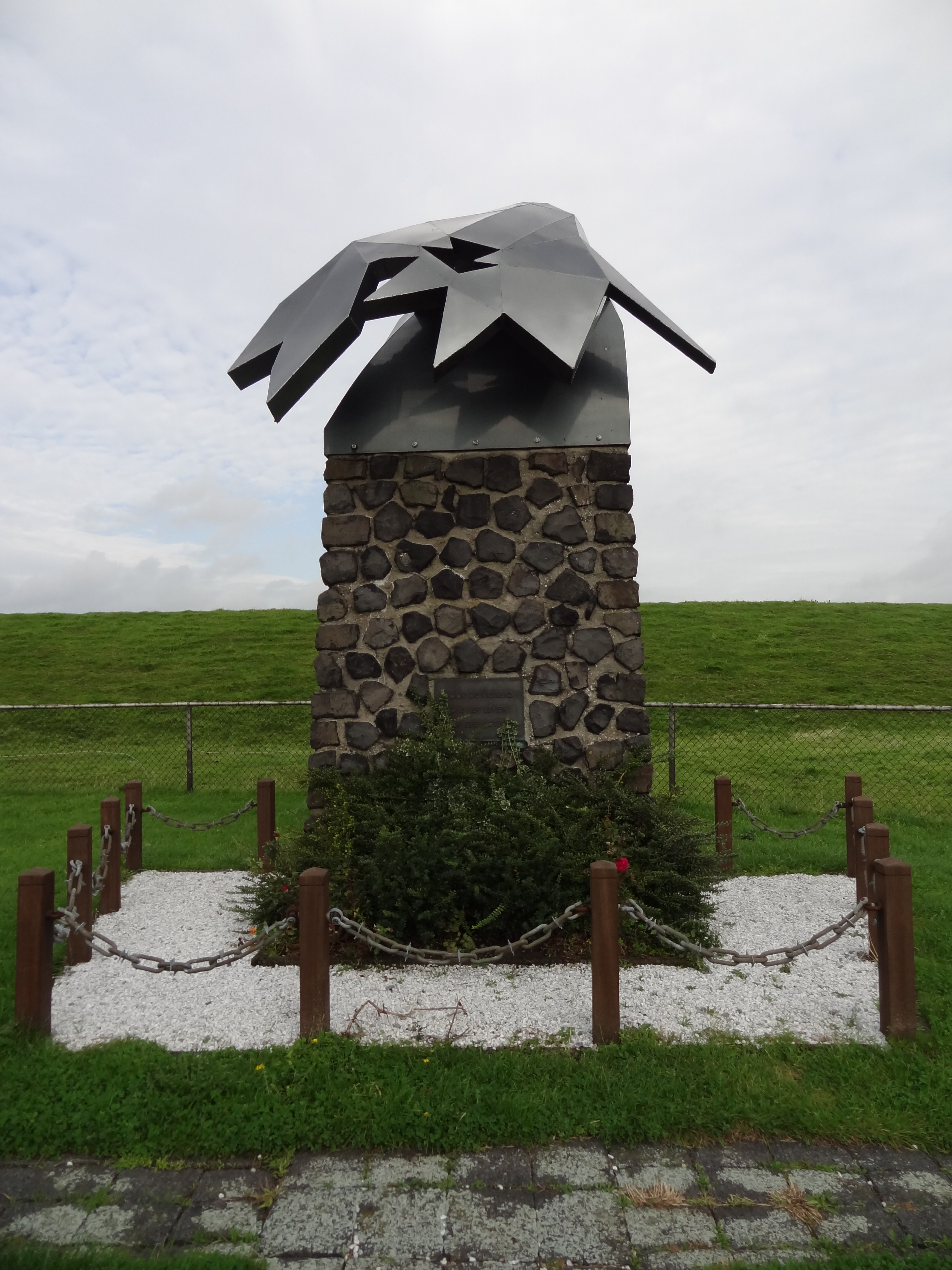
De Brekende Golf (1975) in Oudeschild (Texel)
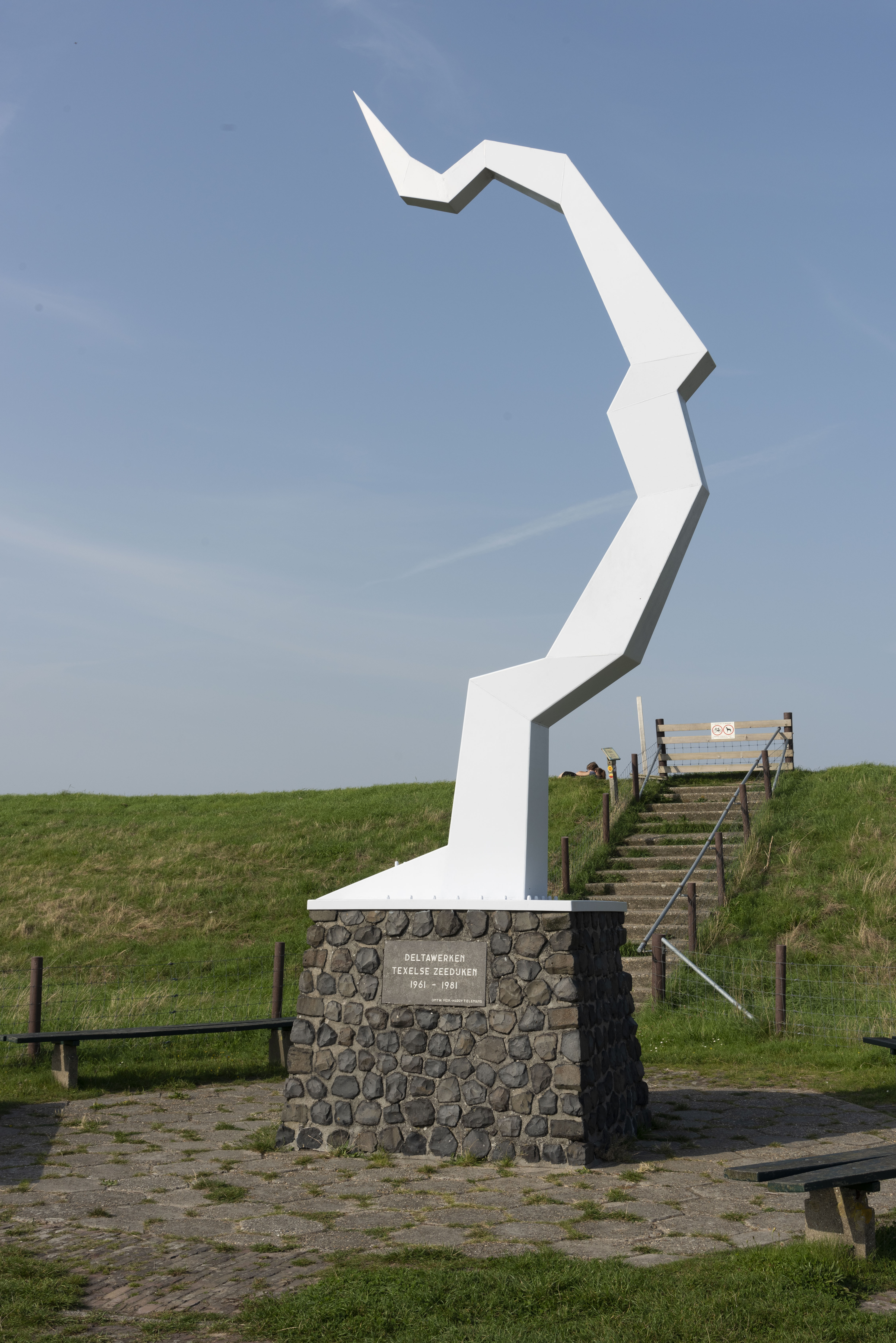
De Schicht (1981), nabij De Cocksdorp (Texel)

## Nevenactiviteiten
Op jonge leeftijd was Tielemans betrokken bij het oprichten van artistieke groeperingen zoals de Vrije Groep en de Noorder Kunstring.
Tielemans was een van de vijf Texelaars die eind jaren zeventig in de actualiteitenrubriek Hier en Nu verscheen, om de plannen van de "Onafhankelijkheidsbeweging Texel" toe te lichten.
Naast zijn artistieke beroepen verkocht hij ook antiek. Hij noemde zichzelf "nostalgiseur" en plaatste zelfs een bordje met deze aanduiding op zijn huis als referentie naar zijn nevenberoep.
Hij hielp schrijver Cees Govers een boek te schrijven over het leven en werk van zichzelf. Dit boek werd na zijn dood uitgebracht.

## Persoonlijk
Tielemans werd vaak als humoristisch, eigenaardig en cynisch beschreven.
Tielemans beschouwde zichzelf als atheïst.
Hij heeft tijdens zijn jongere jaren in het geboortehuis van Anton Pieck gewoond,; zijn ouders hadden sinds 4 juli 1925 hier een drankenhandel en Tielemans woonde hier zelf tot 1957. Op 19-jarige leeftijd maakte Tielemans een aantal muurschilderingen in de winkel voor zijn ouders, deze werden later verward met schilderingen van Pieck.
Op 22 juni 2001 overleed Harry Tielemans op 71-jarige leeftijd in zijn slaap in De Koog op Texel.